# Yuki Sakai
Yuki Sakai (坂井 優紀, Sakai Yuki, Chiba, 10 januari 1989) is een Japans voetbalster die als verdediger speelt bij Mynavi Vegalta Sendai.

## Carrière

### Clubcarrière
Sakai begon haar carrière in 2007 bij Tasaki Perule FC. Ze tekende in 2009 bij INAC Kobe Leonessa. Met deze club werd zij in 2011 kampioen van Japan. Ze tekende in 2012 bij Mynavi Vegalta Sendai.

### Interlandcarrière
Sakai nam met het Japans nationale elftal O20 deel aan het WK onder 20 in 2008.
Sakai maakte op 9 maart 2011 haar debuut in het Japans vrouwenvoetbalelftal tijdens een wedstrijd om het Algarve Cup tegen Zweden.

## Statistieken
| Japans vrouwenvoetbalelftal | Japans vrouwenvoetbalelftal | Japans vrouwenvoetbalelftal |
| Jaar                        | Wed.                        | Dlp.                        |
| --------------------------- | --------------------------- | --------------------------- |
| 2011                        | 1                           | 0                           |
| Totaal                      | 1                           | 0                           |